# Верацци, Бальдассаре
Бальдасса́ре Вера́цци (итал. Baldassare Verazzi; 6 января 1819, Капреццо, Пьемонт — 18 января 1886, Леза, Пьемонт) — итальянский художник.
Обучался в Академии Брера в Милане в 1833-1842 гг., затем у венецианского художника Франческо Айеса. Участвовал в многочисленных выставках в Турине и Милане, получал высокие награды за свои работы.
Вершиной творчества Верацци считается картина «Эпизод из пяти дней Милана» (Episodio delle Cinque Giornate), хранящаяся в Музее Рисорджименто в Милане. Картина была написана в 1849 году, её второе название «Бои во дворце Литта» («Combattimenti a Palazzo Litta»). Верацци также изобразил на картине себя в облике раненого бойца у подножия баррикады.
В 1855 году Верацци эмигрировал в Латинскую Америку, где продолжил заниматься творчеством. 
Создавал декорации в театре Колон в Буэнос-Айресе и фрески Ротонды городского кладбища в Монтевидео. 
В Аргентине создана другая его известная работа — портрет Хусто Хосе де Уркисы (Allegoria del Generale Justo Josè De Urquiza), ныне хранящийся в Паране.
Последние годы жизни Верацци провёл в родной Италии. Поселившись в городе Леза, у озера Лаго-Маджоре, продолжал поддерживать связь с родным Капреццо.
Его сын Серафино (1875–1945) также был художником.

## Галерея

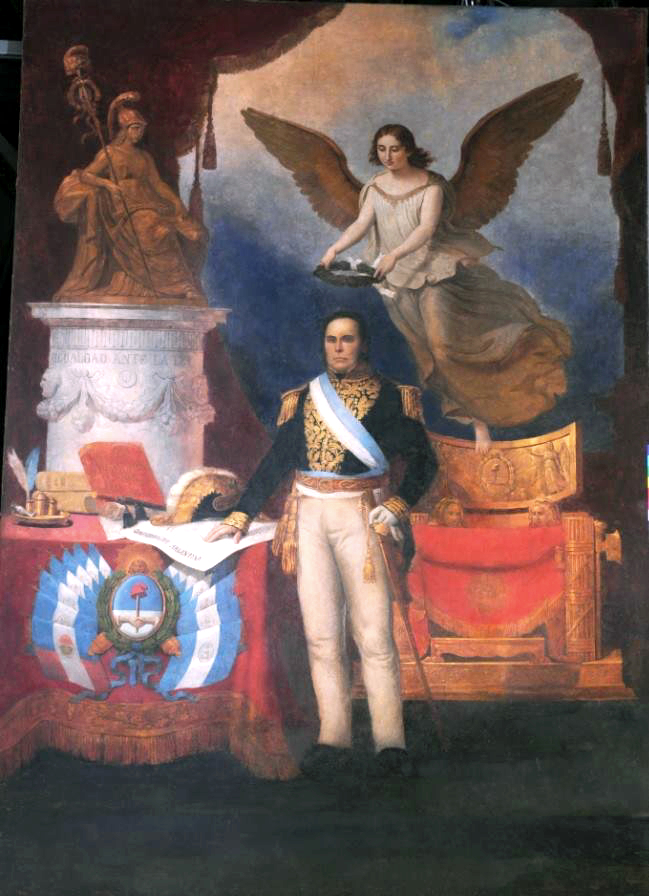
Allegoria del Generale Justo Josè De Urquiza
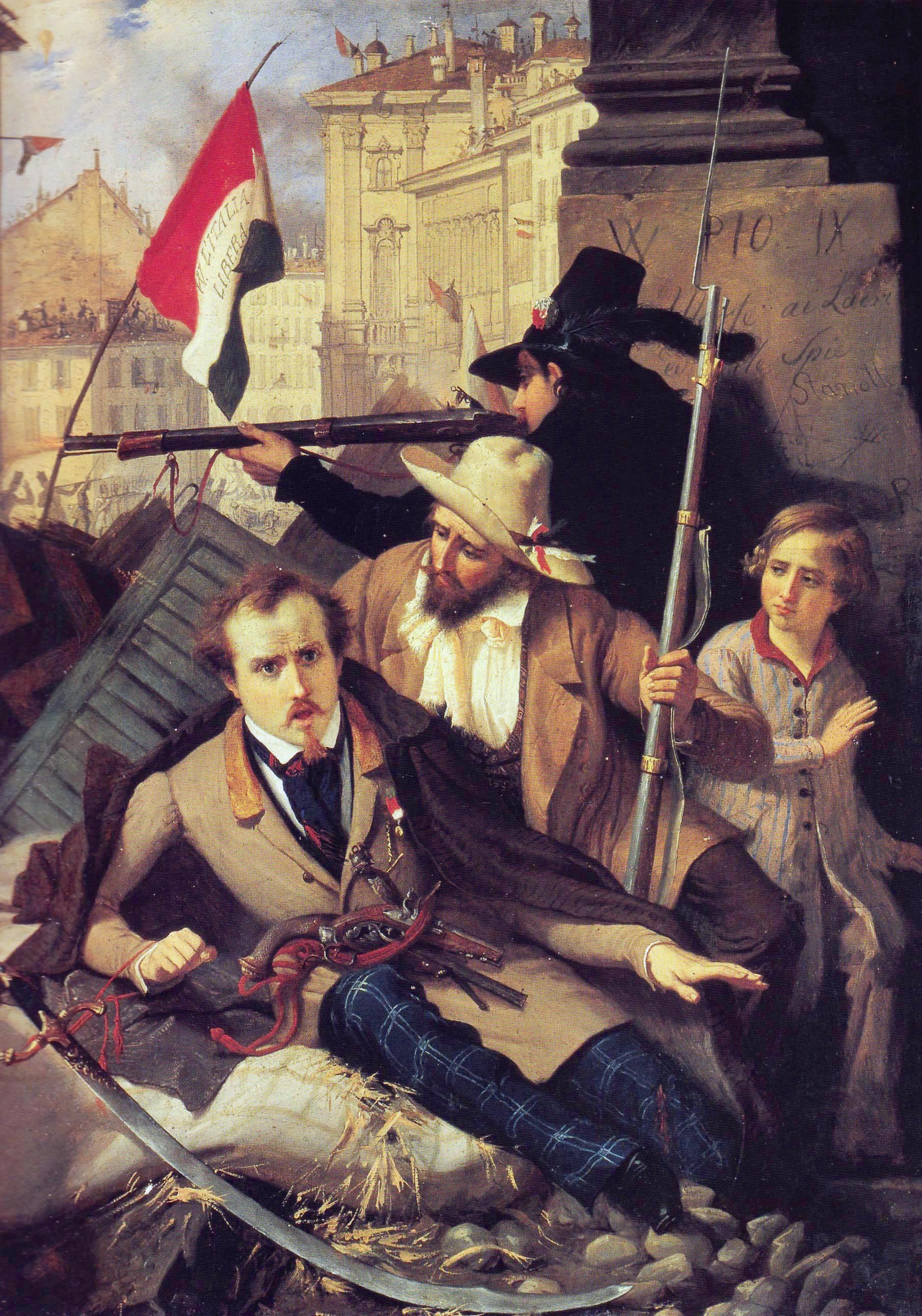
Episodio delle Cinque giornate di Milano (Combattimento presso il Palazzo Litta)